# 海松色
海松色（みるいろ）とは、黒色掛った黄緑色のこと。名は海藻のミル（海松）にちなむ。緑系統。英語色名、Olive Green（オリーブ・グリーン）は、海松色に最も似た色である。海松色は、以下のような色をしている。
|  |

「海松」は食用にも、観賞用にも利用された海藻で「みるめ」とも言う。海松は『万葉集』に詠まれるが、色名として登場するのは平安時代以降である。『物具装束抄』では「面色青黒にて海松の如し。裏白」とあるのに対し、『藻塩草』では「海松色衣黒み入程の萌黄」とあり、色調には微妙な違いがあった。
質実剛健を重んじる鎌倉武士や、幽玄を重んじた室町時代の文化人に好まれた色合いだった。襲の色目にも表が萌黄、裏は青（山科流）の「海松色」がある。江戸時代に入ると、「海松茶」という茶色掛った海松色をはじめ、「海松藍」などバリエーションが増えた。
井原西鶴の『日本永代蔵』「世界の借家大将」には、若い頃に流行に乗って「海松茶」に染めた（染め返しがきかない）絹の着物の事を何十年経っても残念がる倹約家の男が登場する。